# Silene dentipetala
Silene dentipetala är en nejlikväxtart som beskrevs av H. Chuang. Silene dentipetala ingår i släktet glimmar, och familjen nejlikväxter. Inga underarter finns listade i Catalogue of Life.